# Kościół św. Piotra Apostoła w Wadowicach
Kościół św. Piotra Apostoła w Wadowicach – kościół parafialny parafii św. Piotra Apostoła w dekanacie Wadowice-Południe.

## Historia

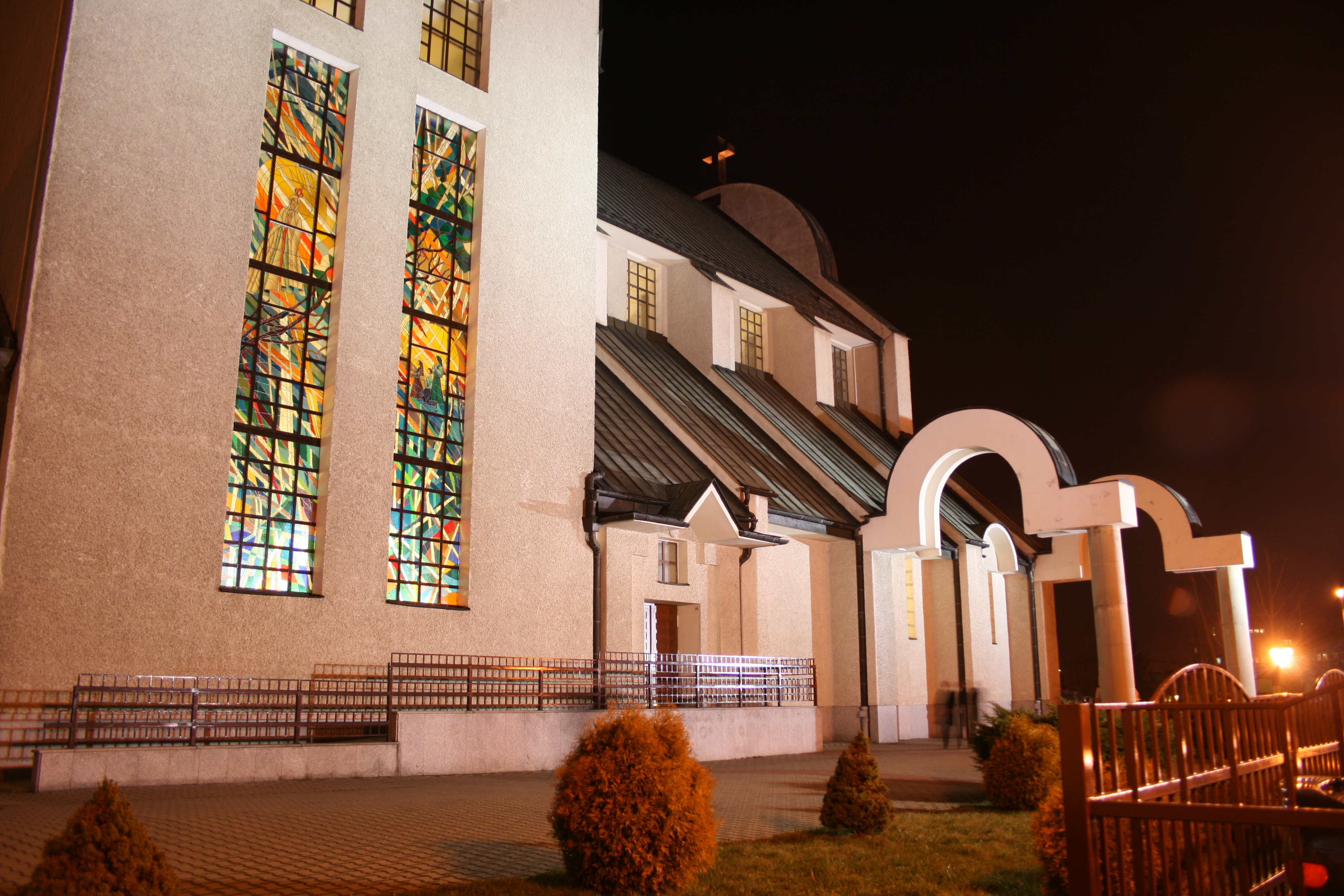
Kościół św. Piotra Apostoła z boku

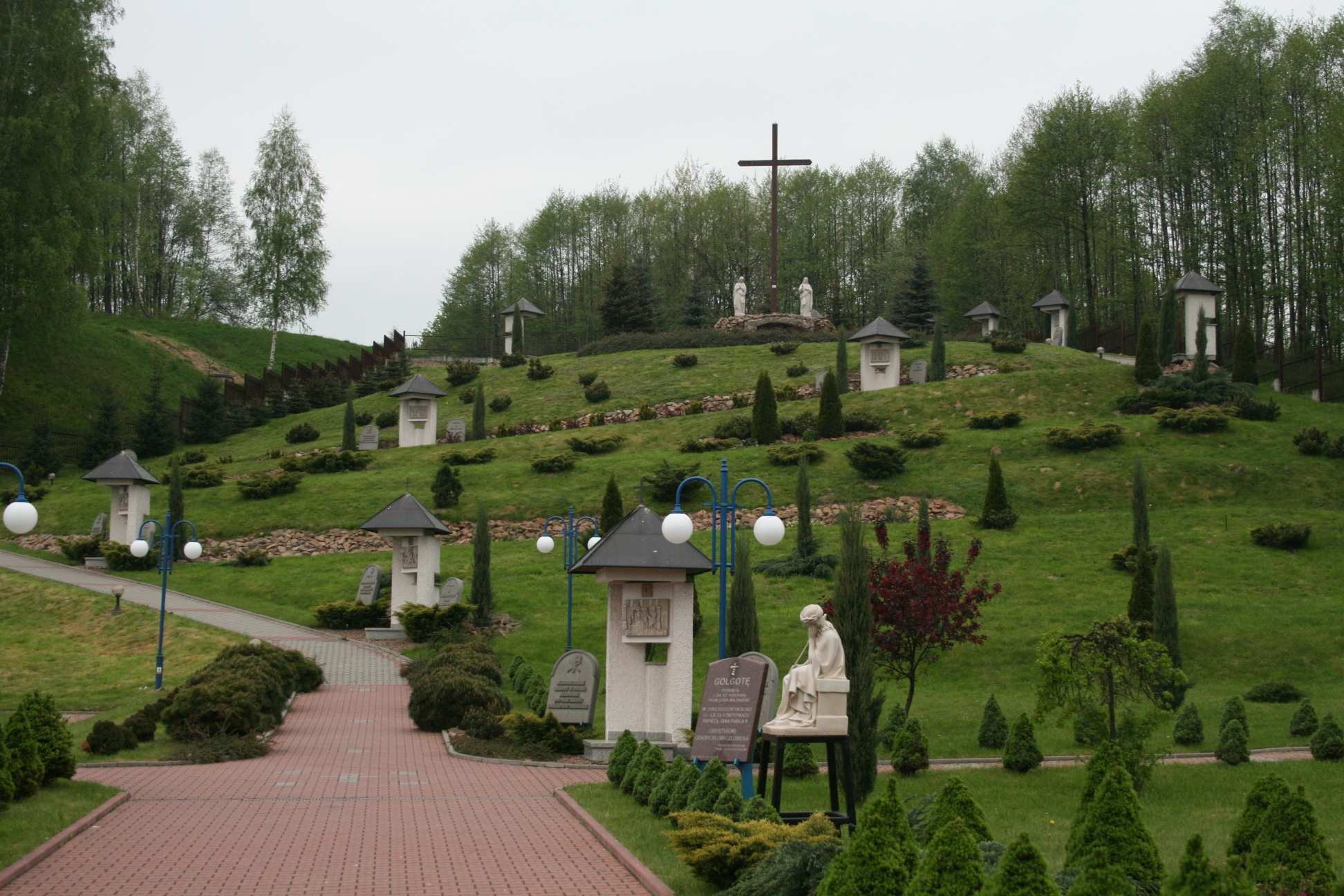
Golgota za kościołem św. Piotra Apostoła

Kościół został wybudowany jako wotum wdzięczności za wybranie Karola Wojtyły na papieża oraz jego cudowne uratowanie z zamachu na placu św. Piotra w Rzymie 13 maja 1981.
Budowę rozpoczęto w 1984. Przewodził jej ksiądz kanonik Michał Piosek. W 1985 erygowano przy kościele nową parafię św. Piotra Apostoła. W 1988 wmurowano kamień węgielny z drzwi bazyliki św. Piotra na Watykanie. 14 sierpnia 1991 papież Jan Paweł II dokonał konsekracji kościoła.
Budowla została zaprojektowana przez Jacka Gyurkovicha, Ewę Węcławowicz-Gyurkovich i Przemysława Szafera w stylu postmodernistycznym i symbolicznym. Poszczególne fragmenty budowli nawiązują do budynków z Wadowic, Krakowa i Rzymu symbolizując drogę Karola Wojtyły na stolicę Piotrową. Na posadzce kościoła zaznaczony jest czerwonymi płytkami obrys placu św. Piotra i miejsce zamachu na papieża Jana Pawła II.
W 2003 na wzgórzu za kościołem wybudowano ścieżkę na wzór Golgoty. Przy ścieżce ustawione są stacje drogi krzyżowej, tablice z Dekalogiem i Ośmioma Błogosławieństwami. Na Golgocie wznosi się Krzyż Misyjny – pamiątka poświęcenia placu pod budowę świątyni.
Przed kościołem znajduje się spiżowy pomnik Jana Pawła II wykonany przez Luciano Minguzziego. Poświęcił go i odsłonił kard. Franciszek Macharski, po konsekracji kościoła 14 sierpnia 1991.

## Sanktuarium Matki Bożej Fatimskiej
Figura Matki Bożej Fatimskiej, umieszczona w kościele, została przekazana jako dar biskupa diecezji Leiria-Fátima (na terenie której były objawienia fatimskie) oraz kardynała Marii Andrzeja Deskura w dziesiątą rocznicę zamachu na papieża Jana Pawła II. Rzeźba została ustawiona obok ołtarza głównego i poświęcona oraz koronowana przez Jana Pawła II 14 sierpnia 1991 roku.